# Hambleton
Hambleton è un distretto del North Yorkshire, Inghilterra, Regno Unito, con sede a Northallerton.
Il distretto fu creato con il Local Government Act 1972, il 1º aprile 1974 dalla fusione del distretto urbano di Northallerton con il distretto rurale di Bedale, il distretto rurale di Easingwold, il distretto rurale di Northallerton, parte del distretto rurale di Thirsk e del distretto rurale di Croft.

## Parrocchie civili
| - Ainderby Mires with Holtby - Ainderby Quernhow - Ainderby Steeple - Aiskew - Aldwark - Alne - Angram Grange - Appleton Wiske - Bagby - Balk - Bedale - Beningbrough - Bilsdale Midcable - Birdforth - Birkby - Boltby - Borrowby - Brafferton - Brandsby-cum-Stearsby - Brompton - Burneston - Burrill with Cowling - Carlton - Carlton Husthwaite - Carlton Miniott - Carthorpe - Catton - Clifton-on-Yore - Cotcliffe - Cowesby - Coxwold - Crakehall - Crathorne - Crayke - Crosby - Dalby-cum-Skewsby - Dalton - Danby Wiske with Lazenby - Deighton - Easby - Easingwold - East Cowton - East Harlsey - East Rounton - East Tanfield - Eldmire with Crakehill - Ellerbeck - Exelby, Leeming and Newton - Faceby - FFarlington - Fawdington - Felixkirk - Firby - Flawith - Gatenby - Girsby - Great and Little Broughton - Great Ayton - Great Busby - Great Langton | - Great Smeaton - Hackforth - Helperby - High Worsall - Holme - Hood Grange - Hornby - Howe - Howgrave - Huby - Husthwaite - Hutton Bonville - Hutton Rudby - Hutton Sessay - Ingleby Arncliffe - Ingleby Greenhow - Kepwick - Kilburn High and Low - Kildale - Killerby - Kiplin - Kirby Knowle - Kirby Sigston - Kirby Wiske - Kirkby - Kirkby Fleetham with Fencote - Kirklington cum Upsland - Knayton with Brawith - Landmoth-cum-Catto - Langthorne - Leake - Linton-on-Ouse - Little Ayton - Little Busby - Little Langton - Little Smeaton - Low Worsall - Marton-cum-Moxby - Maunby - Middleton-on-Leven - Morton-on-Swale - Myton-on-Swale - Nether Silton - Newburgh - Newby - Newby Wiske - Newsham with Breckenbrough - Newton-on-Ouse - Northallerton - North Kilvington - North Otterington - Osmotherley - Oulston - Over Dinsdale - Over Silton - Overton - Pickhill with Roxby - Picton - Potto | - Rand Grange - Raskelf - Romanby - Rookwith - Rudby - Sandhutton - Scruton - Seamer - Sessay - Sexhow - Shipton - Sinderby - Skipton-on-Swale - Skutterskelfe - Snape with Thorp - South Cowton - South Kilvington - South Otterington - Sowerby - Sowerby-under-Cotcliffe - Stillington - Stokesley - Sutton-on-the-Forest - Sutton-under-Whitestonecliffe - Sutton with Howgrave - Swainby with Allerthorpe - Theakston - Thimbleby - Thirkleby High and Low with Osgodby - Thirlby - Thirn - Thirsk - Tholthorpe - Thormanby - Thornborough - Thornton-le-Beans - Thornton-le-Moor - Thornton-le-Street - Thornton-on-the-Hill - Thornton Watlass - Thrintoft - Tollerton - Topcliffe - Upsall - Warlaby - Welbury - Well - West Harlsey - West Rounton - West Tanfield - Whenby - Whitwell - Whorlton - Wildon Grange - Winton, Stank and Hallikeld - Yafforth - Yearsley - Youlton |